# Volker Friedrich Marten
Volker Friedrich Marten (* 1955 in München) ist ein deutscher Bildhauer.

## Leben

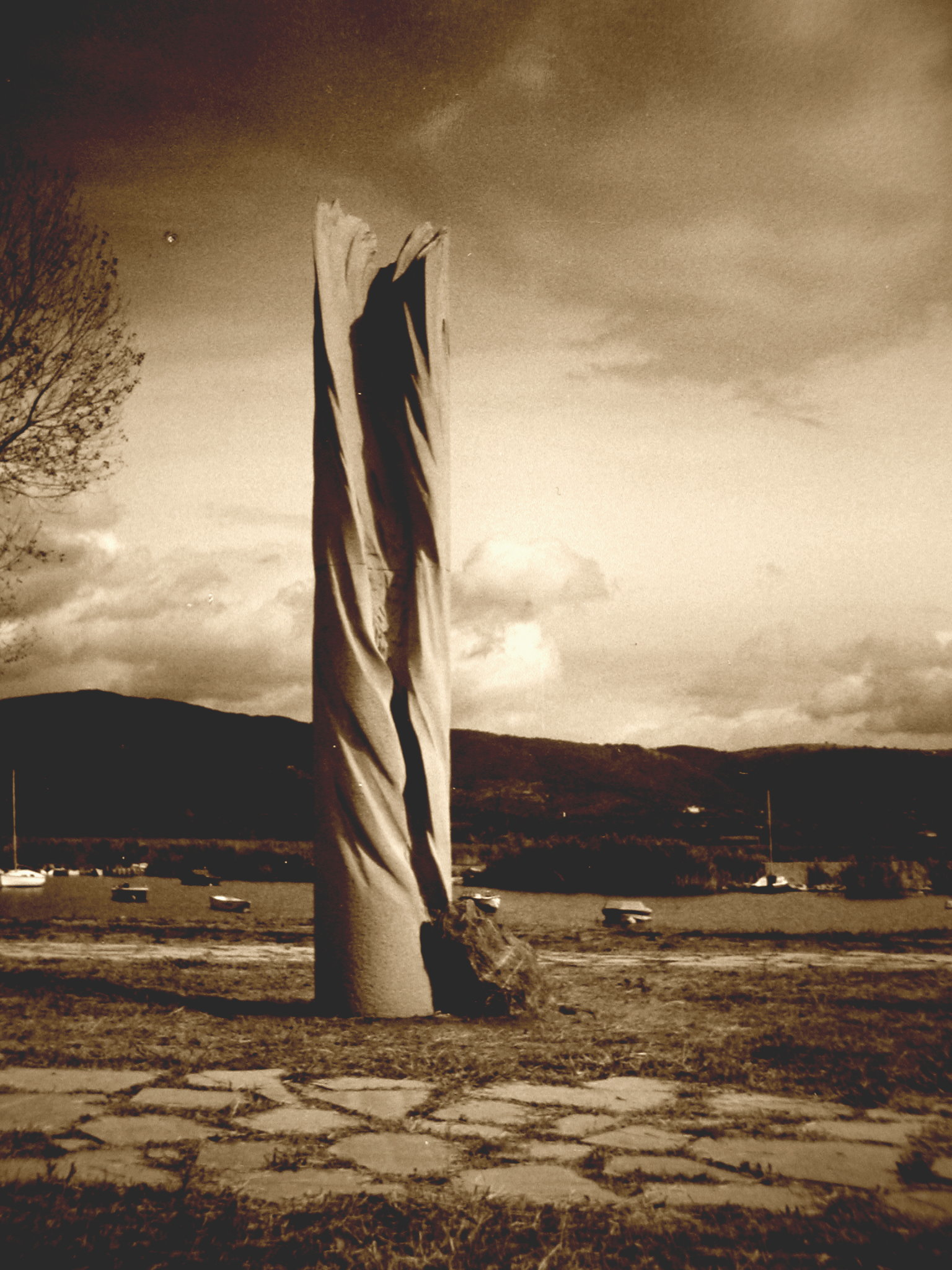
Skulptur von Volker Friedrich Marten am Lago Trasimeno in Umbrien

Marten lernte das Bildhauerhandwerk im Atelier des italienischen Bildhauers Francesco Somaini von 1984 bis 1987. Seit 1987 arbeitet Marten als freier Bildhauer.
Von 1989 bis 1994 war er Dozent und Organisator des Corso Superiore der Antonio Ratti Stiftung in Como, Italien.
Volker Friedrich Marten lebt und arbeitet bei Limburg an der Lahn.

## Ausstellungsbeteiligungen
- Fortezza Medicea, Siena (1985)
- Palazzo delle Albere, Trient (1986)
- Salone San Francesco, Como (1986)
- Piazza Rocca, Umbertide, Italien (1987)
- Fondation Coprim, Paris (1996)
- La Source, La Guéroulde, Normandie (1999)
- Galerie der Nationalversammlung, Paris (1999)
- Fondation Guerlain, Les Mesnuls, Normandie (2000)
- Neanderthal Museum (Einzelausstellung) (2000)
- Neanderthal „MenschenSpuren“ (2002)
- Kunsthaus Wiesbaden (2005)

## Skulpturen im öffentlichen Raum
- „Colonna Colta“, Campo del Sole, Tuoro am Trasimenischen See, Umbrien (1986)
- „Richiamo di un Paesaggio“, Umbertide, Toskana (1987)
- „Abri - Hameau de Cabanes en Torchis“, La Source, La Guéroulde, Normandie (1995)
- „Die Bildwand“, Neandertal (1997)
- „Woher-Wohin“, Neanderthal (2002)
- „WasserSchaukel“, Victoriapark, Kronberg im Taunus, (2005)